# Halászlé

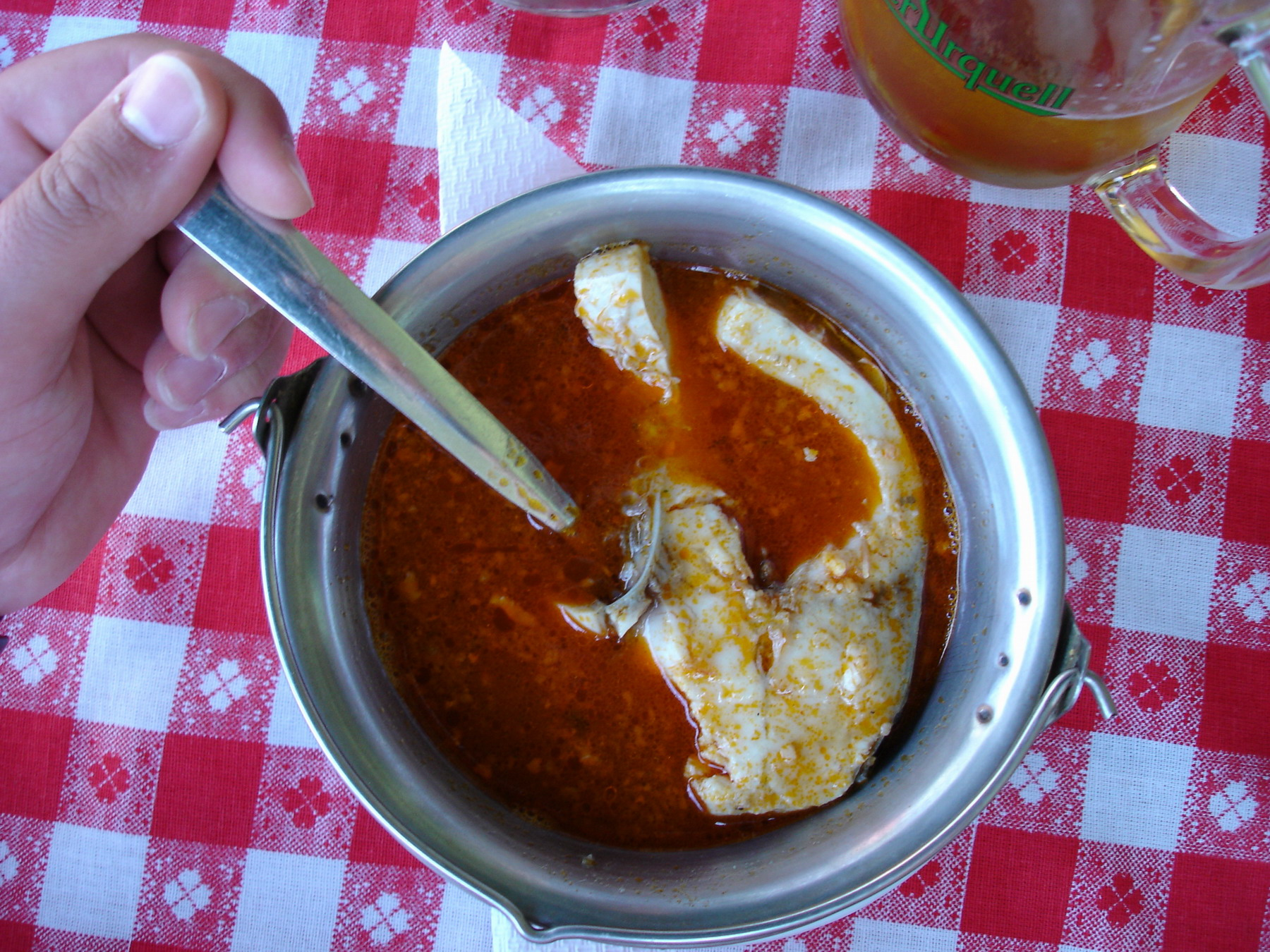
Halászlé.

Halászlé é uma sopa de peixe típica da Hungria, cuja caraterística principal é ter um caldo vermelho, derivado da quantidade e qualidade da páprica utilizada. Normalmente é utilizada a carpa do Danúbio ou do Tisza, mas existem variantes, como a de Szeged, em que se usam diferentes espécies de peixe: além da carpa, usa-se bagre, perca e esturjão. 
O sabor desta sopa depende do caldo que se prepara inicialmente com as cabeças dos peixes, e que deve incluir páprica, cebola, pimenta e tomate; esta mistura deve ferver em lume forte durante bastante tempo (é aconselhada uma hora, mas isso depende das quantidades dos ingredientes). O peixe filetado é depois cozido neste caldo, que deve ter sido filtrado para não ficarem espinhas nem peles dos vegetais, a sopa é temperada com sal, páprica e malagueta, e servida com tiras de pimento verde.
Numa outra variante, chamada “dos bebedores”, o caldo é aromatizado com louro e engrossado com uma mistura de farinha de trigo com nata azeda e sumo de limão. A sopa de peixe de Kalocsa leva spaghetti. A receita dos pescadores, que tradicionalmente preparavam esta sopa nas margens dos rios, começa pela fritura da cebola até ficar caramelizada, a que se junta a páprica e água; quando este caldo ferve, junta-se vinho branco, o tomate e o peixe em pedaços, e deixa-se ferver em fogo brando. A variante de Paks leva uma massa alimentícia feita em casa, chamada csipetke. A halászlé é tipicamente servida com pão – e quanto mais picante, mais pão se torna necessário. 